# Nathan F. Twining
Nathan Farragut Twining, född den 11 oktober 1897 i Monroe, Wisconsin, död den 29 mars 1982 i Lackland Air Force Base, Texas, var en amerikansk fyrstjärning general i USA:s flygvapen. 
Twining var USA:s flygvapenstabschef från 1953 till 1957 och USA:s försvarschef från 1957 till 1960.

## Biografi
Twining tog officersexamen vid United States Military Academy 1918 och tjänstgjorde en kort tid i infanteriet under första världskriget i på västfronten i Europa innan han överflyttades till arméns flygkår och där erhöll sina flygarvingar. 
Under andra världskriget ledde Twining flera numrerade flygvapendivisioner i USA:s arméflygvapen.